# Julian Bullard
Julian Bullard (8 marzo 1928 – 25 maggio 2006) è stato un diplomatico britannico.
Fu Ministro degli Esteri del Regno Unito e procancelliere dell'Università di Birmingham. Lavorò nel Servizio Diplomatico inglese dal 1953 al 1988, come responsabile delle relazioni bilaterali con la Russia nei primi anni '70 durante il governo di Ted Heath e, successivamente, come ambasciatore a Bonn, a metà degli anni '80.

## Biografia

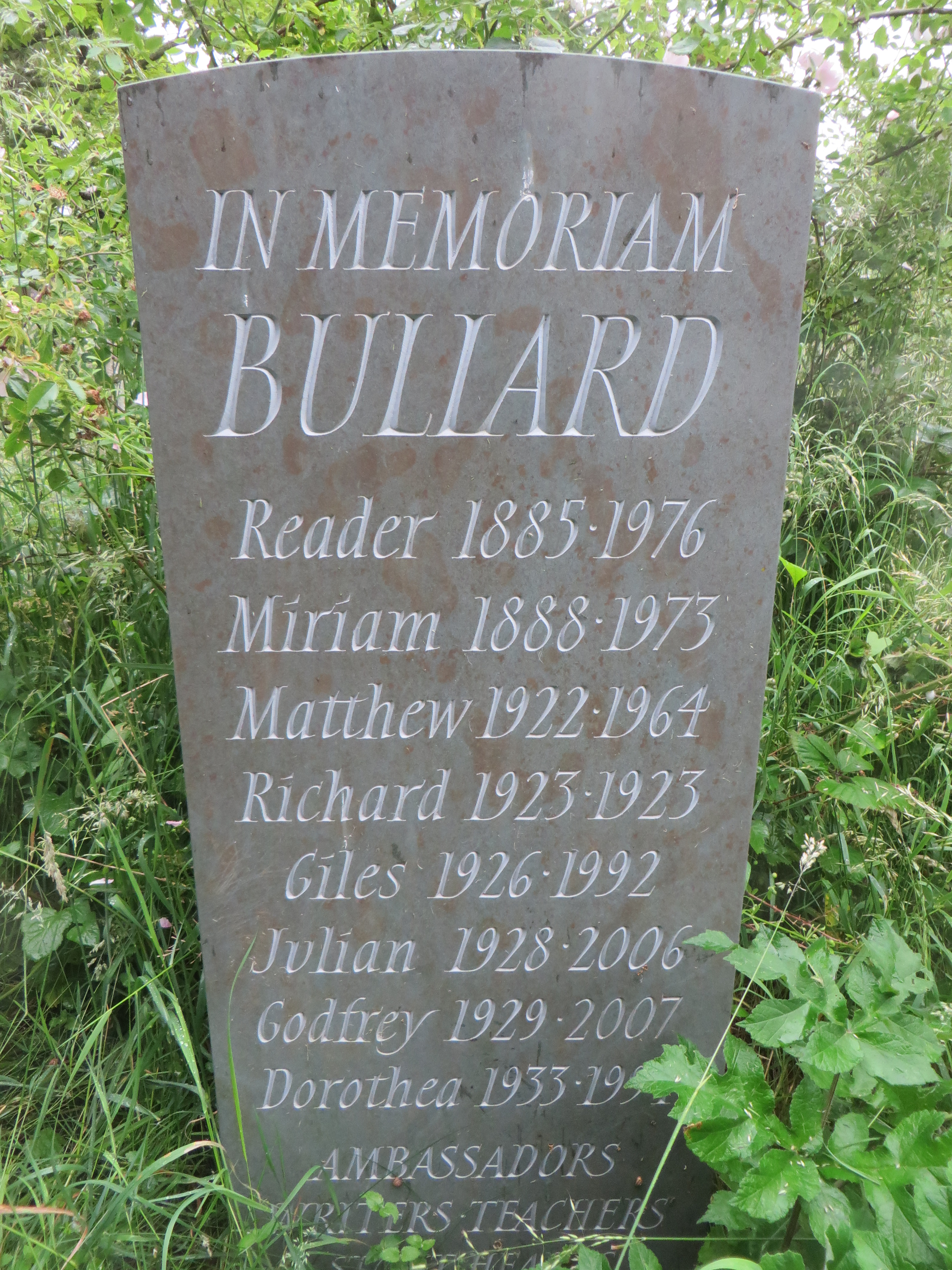
"In Memoriam Bullard" al cimitero di Holywell di Oxford

Fratello del diplomatico Sir Giles Bullard (1926-1992), nacque ad Atene, ma crebbe ad Oxford, dove frequentò la Dragon School e la Rugby School, vincendo una borsa di studio per il Magdalen College dell'Università di Oxford. Il padre, sir Reader Bullard, ex ambasciatore in Iran, lo incoraggiò ad entrare nel Servizio Diplomatico e Jullian risultò primo negli esami di ammissione, ma doveva prima completare i due anni di leva obbligatoria. Mentre prestava servizio nel reggimento di fanteria Rifle Brigade a Winchester, divenne Fellow all'All Souls College di Oxford. In seguito, fu promosso luogotenente di stanza in Germania.
Dal 1953 al 1971 operò a Vienna e in Medio Oriente. Dopo la Guerra dei sei giorni, fu nominato capo del dipartimento del Ministero degli Esteri per la Russia e l'Europa Orientale. Nei primi anni '70 fece espellere da Londra 105 spie del KGB, mentre, forte di un spiccato talento per le lingue, apprendeva il russo, l'arabo e il tedesco.
Nel '75 si recò a Bonn in qualità di ministro, ritornandovi nel 1984 nella veste di ambasciatore. In quegli anni, fu unoi dei numerosi sostenitori dell'uso dei missili MGM-31 Pershing da parte della NATO, come strumento di difesa contro la minaccia nucleare sovietica.

Prima della Caduta del Muro di Berlino nell'89, si ritirò dal servizio diplomatico inglese e fu chiamato nel Consiglio dell'Università di Birmingham, della quale nello stesso anno fu eletto procancelliere e portavoce. Entro la scadenza del mandato nel '94, riuscì ad ottenere la creazione dell'Istituto per la Legge Europea e dell'Istituto di Studi Germanici.
Malato di Parkinson fin dal suo pensionamento, continuò ad avversare il governo di Tony Blair e la guerra in Iraq. Si spense nel 2006 ad Oxford, alla presenza di alcuni figli
e della moglie Margaret Stephens, sposata nel '54.

## Riconoscimenti
- 1982: Ordine di San Michele e San Giorgio[2]
- metà anni '80: GCMG[2]